# Барра, Жорди
Жорди Барра Кабело (кат. Jordi Barra Cabelo; 10 июля 1978, Андорра-ла-Велья, Андорра) — андоррский футболист, защитник. Провёл 3 матча за национальную сборную Андорры.

## Биография

### Клубная карьера
С 1997 года по 1999 год являлся игроком клуба «Андорра» из Андорра-ла-Вельи, которая играла в низших дивизионах Испании. В сезоне 1997/98 провёл в составе команды 13 игр. Затем находился находился в стане «Констелласьо Эспортива». В финале Кубка Андорры Барра отличился первым забитым голом в матче, а его команда обыграла «Энкамп» со счётом (6:0). В чемпионате Андорры «Констел-Лацио Эспортива» также одержала победу, что позволило команде играть в еврокубках. В предварительный раунд Кубка УЕФА Жорди Барра провёл 1 матч против испанского «Райо Вальекано». По сумме двух встреч андоррцы уступили со счётом (0:16).
В 2009 году перешёл в «Лузитанс», где играл на протяжении сезона. В 2011 году являлся игроком «Унио Эспортива Санта-Колома». В сезоне 2012/13 играл за «Женлай» и «Энгордань».
В 2014 году находился в стане команды «Ордино». Летом 2014 года стал игроком клуба «Сан-Жулиа». В первом квалификационном раунде Лиги Европы 2014/15 против «Чукарички» Жорди провёл 1 игру. По сумме двух матчей сербский клуб выиграл (0:4). В сезоне 2014/15 забил 3 гола в чемпионате.
Летом 2016 года стал игроком «Энкама».

### Карьера в сборной
В 1998 году главный тренер национальной сборной Андорры Маноэл Милуир пригласил Жорди в стан команды карликового государства, которая является одним из аутсайдеров мирового футбола. Тогда ему было 20 лет. 26 июня 1998 дебютировал составе Андорры в её третьей игре в истории в товарищеском матче против Латвии (0:2), Барра вышел в конце встречи вместо Хесуса Лусендо. Следующую игру провёл против Литвы (0:4). Свой последний, третий матч за национальную команду отыграл 3 марта 1999 года против Фарерских островов (0:0).

## Достижения
- Чемпион Андорры (1): 1999/00
- Обладатель Кубка Андорры (2): 2000, 2015